# كارينا كروز
كارينا كروز (بالإسبانية: Carina Cruz)‏ هي عارضة ومصممة وممثلة كولومبية، ولدت في 18 أبريل 1983 في مدينة كالي في كولومبيا.

## وصلات خارجية
- كارينا كروز على موقع IMDb (الإنجليزية)